# 新產品開發
新產品開發（英語：New product development）或產品開發為商業及工程上的用語，是指將一個新的产品導入市場，使客戶得以購買的完整過程。新產品開發中的核心概念是產品設計，但也同時要配合許多的商業考量。有些文獻會將新產品開發視為是將市場上的機會轉換為可以銷售产品的過程。一個組織所開發的產品也和組織可以產生收入，得以生存的方式有關。針對許多技術密集的公司來說，其產品開發方式是利用科技，在快速變化的市場中進行創新。
產品可能是有形的（有實體的產品）或是無形的（例如服務、體驗或是信念）。對消費者需求及其慾望的充份瞭解、完全競爭的環境以及符合市場特性是新產品成功最重要的幾個要素。成本、時間及品質都是驅動消費者需求的主要變數。針對這些變數，企業會有一連串的實務以及策略，藉由固定的開發新產品來滿足消費者的需求，也增加其市場的佔有率。

## 新產品開發流程
產品開發流程分為 6 個步驟 : 1.產品企劃;  2.產品設計;  3.研發;  4.機構設計;  5.模型驗證;  6.產品量產 .
詳細圖文說明 https://svplusid.com/development-process/ （页面存档备份，存于）

## 新產品開發策略
- 精益產品開發（英语：Lean product development）
- 六西格瑪設計
- 彈性產品開發（英语：Flexible product development）
- 品質機能展開
- Phase-Gate模型（英语：Phase–gate model）
- 以用户为中心的设计

## 外部連結
- 维基共享资源上的相關多媒體資源：新產品開發